# Ana Lucía Martínez
Ana Lucía Martínez Maldonado (Ciudad de Guatemala, 8 de enero de 1990) es una futbolista guatemalteca. Juega como delantera y actualmente milita en Cruz Azul Fútbol Club Femenil de la primera división absoluta mexicana. Es internacional con la selección de Guatemala.

## Biografía
Nació en Guatemala, de una familia compuesta por sus padres Miriam Maldonado y Jorge Martínez y sus hermanos Julio Camilo, Luis y su hermana Siggrid. Ana Lucía creció en una colonia de la zona 5 de Guatemala llamado 20 de Octubre, en este barrio junto con su hermano menor y amigos empezó su pasión por el fútbol. Su primer torneo fue a los ocho años de edad, siendo la única niña en él.
Se involucró en varios equipos desde niña, Estudiantes, Colegio Viena Guatemalteco y Club Social y Deportivo Municipal de la liga nacional, siendo este último su primer equipo federado.
En su etapa de juventud fue parte de varios equipos. Al tener 17 años, Ana Lucía acude a realizarse pruebas en la selección sub-20 del equipo nacional de Guatemala y es seleccionada en el listado oficial. Luego se incorporó a la Liga Nacional de Fútbol Femenino de Guatemala con la cual quedó 3 veces goleadora y 6 veces campeona nacional.
En 2009 Ana Lucía es seleccionada en un casting para participar en el largometraje Un día de Sol. Esta cinta se presentó por primera vez en 2010 en el XIII Festival Ícaro de Cine y Video y relata la vida de Sol, protagonizada por Ana Lucía, una adolescente apasionada por el fútbol.
El 14 de enero de 2018 Ana Lucía participaba en un partido con el Sporting de Huelva contra El Club Sevilla cuando recibe la noticia del fallecimiento de su madre Miriam Maldonado de 57 años, quien fue activista, feminista y licenciada en trabajo social. Al enterarse de esta noticia Ana Lucía viaja de vuelta a su país para acompañar a su familia. Esta muerte inesperada le trajo dificultades para desempeñarse en el fútbol y tras un periodo de depresión, logra terminar con éxito la temporada.

## Estudios
Cursó sus estudios primarios y secundarios en el Colegio Viena Guatemalteco donde se desenvolvió en la mayoría de deportes de equipo.
Al finalizar sus estudios secundarios en el Colegio Viena Guatemalteco Ana Lucía decidió estudiar la carrera de Ingeniería Química y a la vez continuar su carrera futbolística. Mientras estudiaba  Ingeniería Química en la Universidad de San Carlos de Guatemala fue parte del equipo universitario fútbol 11 y fútbol sala participando en distintos torneos como JUDUCA y ODUCC. En 2013 culmina sus estudios universitarios y debido a su carrera futbolística, se muda a Estados Unidos y luego a Europa. Retorna en 2015 a su país para poder graduarse de licenciada en ingeniería química el 25 de septiembre del mismo año.
En 2016 al 2018 Ana Lucía realiza un máster en Economía, Finanzas y Computación de la Universidad de Huelva UHU. El mismo año jugó para Sporting de Huelva.  
Persistiendo en su desarrollo académico, Ana Lucía inicia su máster en Administración de Empresas en 2018, esta vez en la Universidad Camilo José Cela en Madrid, España, el cual finaliza en septiembre de 2020.
En 2022 concluye con éxito el posgrado en gestión deportiva en línea de Johan Cruyff Institute.

## Trayectoria
Martínez empezó a jugar en el Unifut-Rosal de la liga guatemalteca en 2007. En 2014 después de desempeñarse en el Torneo UNCAF en Guatemala, un cazatalentos le ofrece la oportunidad de viajar a EE. UU para entrenar con un equipo de NWSL en Houston, el Huston Dash. Después de los primeros entrenamientos es notificada que no se le ofrece un contrato pero se le permite permanecer en el equipo, entrenando en la plantilla como jugadora de reserva. Esta experiencia formó parte de su aprendizaje. Al volver a su país decide seguir buscando oportunidades en el extranjero.
En octubre del 2014 se muda a España para jugar en el Dínamo de Guadalajara, equipo de la Primera Nacional Femenina de España, convirtiéndose en una de las siete futbolistas jugando en Europa. Durante la temporada 2014-2015 Ana Lucía realizó importantes actuaciones durante los partidos con el Dínamo de Guadalajara. En este equipo Martínez marcó 9 tantos. Al final de la temporada, tocó las puertas de El Rayo Vallecano de primera división, para hacer pruebas. Al finalizar este periodo de prueba firmó para el período 2015-2016, convirtiéndose en la primera futbolista guatemalteca en jugar en Primera División Femenina de España. Debutó en primera división el 22 de noviembre del 2015 contra El Albacete como titular y ganando el partido por 2-3.
En julio de 2016 se muda al sur de España, dejando atrás la ciudad de Madrid e incorporándose al Sporting de Huelva, donde permaneció dos temporadas.
En 2018, firma con el Madrid  Club de Fútbol Femenino de primera división, donde jugó otras dos temporadas (2018-2020). En 2019 participa en el Campeonato Europeo de Clubes de fútbol de playa desempeñando una importante participación con el  Madrid  Club de Fútbol Femenino quedando subcampeonas del torneo.
La temporada de 2019-2020 finalizó antes de lo previsto por la pandemia COVID-19 y tras unos meses de incertidumbre, surgió la oportunidad de mudarse a Italia para convertirse en una jugadora del Napoli Femminile de la Serie A, incorporándose el 6 de agosto a la nueva plantilla. En las filas del club azzurro sumó 5 partidos hasta que, el 11 de enero de 2021, fue fichada por la Roma C. F. de la Serie B italiana,  donde registró 10 goles en casi 6 meses.

## Premios
- 2009 - Nombrada atleta destacada en fútbol a nivel nacional por la Confederación Deportiva Autónoma de Guatemala (CDAG) en el teatro nacional.
- 2011 - Nombrada goleadora del torneo clausura 2011 en la Liga Guatemalteca con el club Unifut-Rosal.[26]
- 2012 - Nombrada goleadora del torneo clausura 2012 en la Liga Guatemalteca con el club Unifut-Rosal.[27]
- 2013 - Nombrada goleadora del torneo clausura 2013 en la Liga Guatemalteca con el club Unifut-Rosal.[28]
- 2015 - Reconocimiento de Universidad de San Carlos de Guatemala por ser la primera futbolista en jugar a nivel internacional.
- 2019 - Nombrada Guatemalteca Ilustre en la categoría deportiva de Seguros Universales.
- 2019-2020 Nombrada entre las 100 Mujeres Poderosas por la revista Forbes Centroamérica y del Caribe.[29][30]

## Clubes
| Club               | País           | Año         |
| ------------------ | -------------- | ----------- |
| C.S.D. Municipal   | Guatemala      | 2004        |
| Unifut-Rosal       | Guatemala      | 2007 - 2014 |
| Houston Dash       | Estados Unidos | 2014        |
| Dínamo Guadalajara | España         | 2014 - 2015 |
| Rayo Vallecano     | España         | 2015 - 2016 |
| Sporting de Huelva | España         | 2016 - 2018 |
| Madrid C. F. F.    | España         | 2018 - 2020 |
| Napoli Femminile   | Italia         | 2020 - 2021 |
| Roma C. F.         | Italia         | 2021        |
| U. C. Sampdoria    | Italia         | 2021 - 2022 |

## Palmarés

### Campeonatos nacionales
| Título            | Club         | País      | Año  |
| ----------------- | ------------ | --------- | ---- |
| Liga Guatemalteca | Unifut-Rosal | Guatemala | 2010 |
| Liga Guatemalteca | Unifut-Rosal | Guatemala | 2011 |
| Liga Guatemalteca | Unifut-Rosal | Guatemala | 2012 |
| Liga Guatemalteca | Unifut-Rosal | Guatemala | 2013 |

### Campeonatos internacionales
| Título                                                  | Club                 | País          | Año       |
| ------------------------------------------------------- | -------------------- | ------------- | --------- |
| Campeonato Europeo de Clubes de fútbol de playa Liga MX | Madrid CFF Monterrey | España México | 2019 2024 |